# نيزك قمري

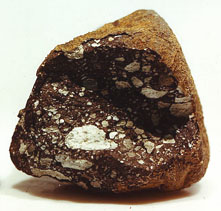
النيزك القمري "ألان هيلز إي 81005"

النيزك القمري (بالإنجليزية: Lunar meteorite)‏ هو حجر نيزكي من نوع الأكوندريت (يحتوي على أقل من 35% من الفلز) يكون مصدره هو القمر. وبعبارة أخرى، هو عبارة عن صخرة وجدت على سطح الأرض طردت من القمر نتيجة لتأثير جرم فلكي.

## الإكتشاف
في يناير 1982، قام «جون شوت»، الذي قاد بعثة انتاركتيكا في إطار برنامج «البحث في القطب الجنوبي عن النيازك» (ANSMET)، باكتشاف حجر نيزكي غير عادي. بعدها بوقت قصير، تم إرسال هذه الصخرة، التي تسمى حاليا باسم ألان هيلز إي 81005، إلى مؤسسة سميثسونيان في واشنطن، هناك أكد عالم الجيوكيمياء بريان هارولد ماسون أن هذه العينة فريدة من نوعها وتختلف تماما عن أي نيزك آخر تم العثور عليه، بالإضافة لذلك فإنها تشبه إلى حد كبير عينات الصخور التي جمعت من القمر خلال برنامج أبولو. بعد بضع سنوات، أكد علماء يابانيون من المعهد الوطني للبحوث االقطبية، أنهم قد تمكنو من العثور على نيزك قمري آخر أطلق عليه اسم ياماتو 791197، خلال سنة 1979 في القارة القطبية الجنوبية.
بحلول أغسطس 2017، كان قد إكتشف ما يقرب من 306 من النيازك القمرية، تم جمعها من حوالي 30 سقوط نيزكي منفصل (ذلك أن العديد من هذه الحجارة النيزكية هي «متطابقة» لانها شظايا من نفس النيزك)، يفوق مجموع كتلتها مجتمعة 190 كجم (420 رطل). تم العثور على جميع النيازك القمرية في الصحاري؛ حيث وجد معظمها في كل من قارة أنتاركتيكا، شمال أفريقيا وسلطنة عمان.
هذا ولم يتم العثور لحد الساعة على أي منها في أمريكا الشمالية وأمريكا الجنوبية أو أوروبا.
يتم نسب مكان نشأة هذه الصخور من خلال مقارنة مع النيازك وعينات القمر التي جمعتها بعثات أبولو انطلاقا من مكونها المعدني، تركيبها الكيميائي وتكوين النظائر بها.

## إنتقالها إلى سطح الأرض
يتم طرد معظم النيازك القمرية من القمر من خلال تاثيرات صنع الحفر القمرية الذي يصل قطرها إلى بضع كيلومترات، نتيجة لإصطدام أحجار أجسام كبيرة وكثيرة العدد سائرة في الفضاء، مع سطح القمر.
بصفة عامة ولحد الساعة لا يمكن أبدا تحديد حفرة محددة على سطح القمر كمصدر لنيزك معين، باستثناء ربما حالة إستثنائية وحيدة، تتعلق بالتيزك القمري سيح الأحيمر 169 (الذي هو نيزك قمري تم العثور عليه في سلطنة عمان، إسمه المختصر هو: SaU 169)، الذي حدد مصدره في حفرة لالندي الاصطدامية، بالقرب من موقعي هبوط رحلة أبولو 14 وأبولو 12، ذلك أن تركيبته الكيميائية متشابة إلى حد كبير مع عينات أبولو 14 وأبولو 12 (بالخصوص أبولو 14) مما يجعله النيزك القمري الوحيد الذي تم لحد الساعة تحديد مصدره بدقة.
أظهر تاريخ التعرض للأشعة الكونية الذي نتج عن تحليل الغازات النبيلة ان جميع النيازك القمرية قد طردت من القمر خلال ال20 مليون سنة الأخيرة، معظم تلك النيازك تركت القمر في ال 100 ألف سنة. بعد طردها من سطح القمر، يمكن لهذه النيازك أن تقع مباشره علي الأرض أو أن تنتقل إلى مدار منخفض لتسقط في وقت لاحق تحت تاثير الاحتكاك مع الغلاف الجوي للأرض. في حالات أخرى قد تدخل هذه النيازك القمرية أيضا في مدار حول الشمس وتظل في الفضاء لفترة أطول قبل أن تعترض في نهاية المطاف مدار الأرض، وتسقط على الأرض بعد أن تخترق غلافها الجوي.

## مجموعات شخصية
النيازك القمرية التي وجدت في أفريقيا وسلطنة عمان هي في الواقع المصادر الوحيدة للصخور القمرية المتاحة للمجموعات الشخصية. بالإضافة لذلك فإن الصخور التي جمعت خلال رحلات برنامج أبولو هي ملك لحكومة الولايات المتحدة أو الدول الأخرى التي تلقت عينات منها كهدايا.
وبالمثل، فإن جميع النيازك القمرية التي عثر عليها
أثناء بعثات أنتاركتيكا من قبل الولايات المتحدة واليابان، تمتلكها هذ الدول وفقا للمعاهدات الموقعة من جانب حكوماتهم، لأغراض البحث والتعليم. بالرغم من عدم وجود أي قانون في الولايات المتحدة الأمريكية يحظر الملكية الشخصية لصخور أبولو القمرية، فان الحكومة الأمريكية لم تقدم ولم تبع أيا منها للافراد الذين يريدون امتلاكها.
حتى في حالة اللوحات التي تحتوي على قطع حقيقية من الصخور القمرية والتي منحت في سنة 2004 لرواد الفضاء ومعهم المذيع الصحفي الأمريكي الشهير والتر كرونكايت، فإن وكالة ناسا لا تزال تحتفك بملكية تلك الصخور. كذلك معظم الصخور القمرية التي جمعتها البعثة السوفيتية لونا 16 هي غير متاحه أيضا للأفراد، على الرغم من عملية البيع التي تمت سنة 1993 والتي بيع على إثرها ثلاثه عينات صغيره في مزاد علني بقيمة 442500 دولار أمريكي.

## روابط خارجية
- قائمة النيازك القمرية